# Kombolcha
Kombolcha (amhárico: kombolcha) es una ciudad y un distrito en el centro-norte de Etiopía. Está ubicado en la Zona Debub Wollo de la Región de Amhara, en la latitud 11°5′N 39°44′E y una elevación entre 1842 y 1915 metros sobre el nivel del mar. Algunas guías describen a Kombolcha como la ciudad gemela de Dessie, que se encuentra a unos 12 kilómetros (7,5 millas) al noroeste.[cita requerida]

## Demografía
Según el censo nacional de 2007 realizado por la Agencia Central de Estadísticas de Etiopía (CSA), el Woreda de Kombolcha tenía una población total de 85 367 habitantes, de los cuales 41 968 eran hombres y 43 399 mujeres; 58.667 o el 68,72% eran habitantes urbanos que vivían en la ciudad de Kombolcha, el resto de la población vivía en kebeles rurales alrededor de Kombolcha. La mayoría de los habitantes eran musulmanes, con un 73,92% declarando que era su religión, mientras que el 23,44% de la población dijo que practicaba el cristianismo ortodoxo etíope y el 2,32% eran protestantes.

## Economía

### Transporte
Kombolcha está conectada con Dessie a través de la carretera etíope 2. Esta ciudad comparte el aeropuerto de Kombolcha con la vecina Dessie. Se está construyendo una estación en el ferrocarril Awash-Weldiya. En 2013 se estableció un puerto cerca de la ciudad con capacidad para manejar contenedores de 1888 TEU a la vez.

### Industria
Kombolcha también alberga los productos Kombolcha Steel, una fábrica metalúrgica que forma parte de MIDROC, un conglomerado propiedad del empresario Sheikh Mohammed Al Amoudi.[20] Otra industria en esta ciudad es la Fábrica Textil Kombolcha (KTF), que anunció el 9 de marzo de 2009 que estaba comenzando un proyecto de modernización de 190 millones de Birr para mejorar la calidad de sus proyectos. En el momento del anuncio, la KTF exportaba sus productos a Italia, Suecia, Bélgica y China.
El parque industrial de Kombolcha, valorado en 90 millones de dólares, fue inaugurado por el primer ministro Hailemariam Desalegn y ha atraído a empresas de Estados Unidos, Corea del Sur e Italia.